# Orgilus seyrigi
Orgilus seyrigi är en stekelart som beskrevs av Granger 1949. Orgilus seyrigi ingår i släktet Orgilus och familjen bracksteklar. Inga underarter finns listade i Catalogue of Life.